# Dűlőfalva
Dűlőfalva (románul: Dealu Mare) település Romániában, Máramaros megyében.

## Fekvése
A megye déli részén helyezkedik el, Szilágy és Kolozs megye határán, Nagybányától 64 km-re, Magyarlápostól 24 km-re délre.

## Története
A települést 1521-ben említi írott forrás először, Újfalu néven. A trianoni békeszerződésig Szolnok-Doboka vármegye Magyarláposi járásának képezte részét.
Az 1850-es népszámlálás idején 399 fő lakta a települést, ebből 393 román, 6 cigány volt. 1900-ra ez a szám már 560 főre nőtt, melyből 550 személy román, 8 személy német és 2 személy cigány nemzetiségűnek vallotta magát. 2002-ben a településnek 135 lakosa volt, nemzetiség szerint mind románok.